# Die letzten und die ersten Menschen
Die letzten und die ersten Menschen (Originaltitel: Last and First Men) ist ein Science-Fiction-Roman des englischen Autors Olaf Stapledon. In dem erstmals 1930 erschienenen Roman, der auch heute noch als einer der Klassiker der Science-Fiction-Literatur gilt, beschreibt Stapledon die Geschichte der Menschheit in einem Zeitraum von 2 Milliarden Jahren. Zusammen mit den Büchern Last Men in London und Der Sternenmacher (Originaltitel: Star Maker) bildet der Roman die Future History/Last Men Reihe.
Das Buch wurde neben dem Deutschen auch ins Italienische (Infinito), ins Niederländische (Laatste en Eerste Mensen), ins Französische (Les derniers et les premiers) und ins Ungarische (Az utolsó és az első emberek) übersetzt.

## Inhalt
Olaf Stapeldon entwirft in diesem Roman eine Zukunft, in der die Menschheit als Ganzes sich über 18 verschiedene Entwicklungsstufen immer weiter entwickelt. Dabei stellt der Mensch unserer Zeit die erste Entwicklungsstufe dar – die ersten Menschen. Der Roman ist aus der Sicht eines der letzten Menschen geschrieben, der diese ersten Menschen erforscht. Sokrates und Jesus werden als Höhepunkte der Entwicklung dieser Menschheit dargestellt. Es wird beschrieben, wie spätere Menschheitsstufen den Weltraum erobern. So betreiben beispielsweise die fünften Menschen Terraforming auf der Venus, die neunten Menschen hingegen werden speziell erschaffen, damit sie auf dem Neptun überleben können. Insgesamt wird die Entwicklung der Menschheit als eine positive Evolution in Richtung größerer Weisheit beschrieben.

## Rezeption
Der Roman, der bei seinem Erscheinen als Sensation galt, entwickelt verschiedene Themen und Konzepte, die als Grundlage für wichtige Entwicklungen im Bereich des Genres Science-Fiction gelten. Dies ist z. B. die Idee des Terraformings, aber auch das Konzept der Anpassung von Menschen an eine Umwelt, die später unter dem Stichwort genetic engineering ein wichtiger Topos des Genres wurde. Olaf Stapledon war das Genre selbst noch fremd, als er den Roman verfasste. Er wurde allerdings schon früh von der sich damals entwickelnden SF-Fangemeinde gefeiert. Das amerikanische Fachmagazin für Science Fiction und Fantasy, Locus, nahm den Roman mehrfach unter verschiedenen Kategorien in die Auswahllisten für das beste Buch aller Zeiten auf.

“When LAFM burst upon the literary scene like a nova in 1930, it was met with applause from a remarkably wide range of reviewers. ... It was also singled out for praise by a failed politician, at that time trying to make a living by his pen: one Winston Churchill.”

„Als ‚Die letzten und die ersten Menschen‘ 1930 die Literaturszene wie eine Nova traf, erhielt es von einer erstaunlich breiten Gruppen von Rezensenten Beifall. ... Ein gescheiterter Politiker, der zu diesem Zeitpunkt versuchte mit dem Schreiben Geld zu verdienen, wählte dieses Buch ebenfalls für hohes Lob aus: ein gewisser Winston Churchill.“

## Verfilmung
Der Roman diente als Vorlage für den experimentellen Film Last and First Men – Die letzten und die ersten Menschen des isländischen Komponisten und Filmemachers Jóhann Jóhannsson, der auf der Berlinale 2020 seine Premiere hatte.

## Ausgaben
- Die letzten und die ersten Menschen, 1983, ISBN 3-453-30960-X, Last and First Men, 1930
- Die letzten und die ersten Menschen, 2015, ISBN 978-3-492-70362-8, Last and First Men, 1930
- Olaf Stapledon: Last and first man. fadedpage.com (kompletter Text auf Englisch), abgerufen am 15. Februar 2022.